# Nusshof
Nusshof is een gemeente en plaats in het Zwitserse kanton Basel-Landschaft, en maakt deel uit van het district Sissach.
Nusshof telt 248 inwoners.